# Susanne Koelbl

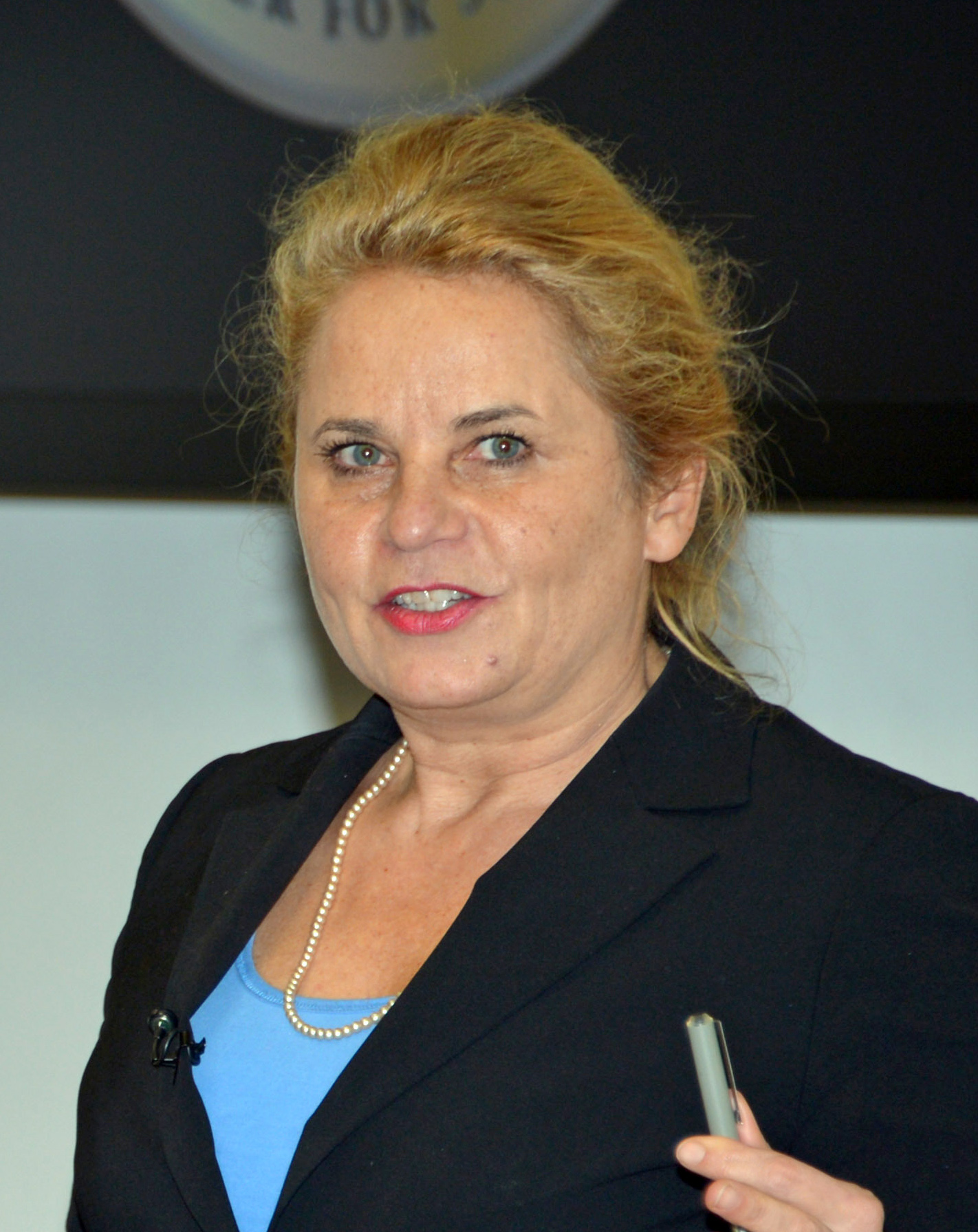
Susanne Koelbl im November 2013

Susanne Koelbl (* 1965 in München) ist eine deutsche Journalistin und Autorin. Sie ist Auslandsreporterin des Spiegel.

## Leben
Susanne Koelbl wurde 1965 in München als Tochter der Fotografin und Dokumentarfilmerin Herlinde Koelbl geboren.
Nach ihrem Abitur am Städtischen Bertolt-Brecht-Gymnasium (BBG) in München-Pasing studierte Koelbl Sprachen an der Université Catholique de l’Ouest (UCO) in Angers in Frankreich und Politik und Geschichte an der Ludwig-Maximilians-Universität München (LMU). Koelbl machte ihre journalistische Ausbildung in München. Sie volontierte bei der Abendzeitung, für die sie anschließend als Redakteurin arbeitete und ging im Anschluss als Autorin und Mitgründerin zum SZ-Magazin. 1991 wechselte sie zum Spiegel in Hamburg und berichtete ab Ende der 1990er Jahre aus Kriegs- und Krisenregionen, darunter aus dem ehemaligen Jugoslawien, aus Afghanistan, Pakistan, Irak, Iran, Syrien und Nordkorea. Sie führte zudem mehrere Interviews mit Staats- und Regierungschefs, darunter mit dem syrischen Präsidenten Baschar al-Assad, dem sudanesischen Präsidenten Umar al-Baschir, den afghanischen Präsidenten Hamid Karzai und Aschraf Ghani, den pakistanischen Präsidenten Pervez Musharraf und Asif Ali Zardari und dem irakischen Premierminister Haider al-Abadi (Irak). Im April 2008 wurde bekannt, dass der Bundesnachrichtendienst 2006 den afghanischen Handels- und Industrieminister Amin Farhang überwachte und dabei auch E-Mails der Spiegel-Reporterin Susanne Koelbl mitgeschnitten hatte.
Mit einem Stipendium als Knight Wallace Fellow studierte sie an der University of Michigan in Ann Arbor in den Vereinigten Staaten von Amerika. Während eines Sabbaticals arbeitete sie 2011/12 an einer Studie zu Syrien und hielt Gastvorlesungen zum Krieg in Afghanistan. Koelbl ist zudem Stipendiatin des Deutsch-Französisches Jugendwerks (DFJW) sowie Fellow des Deutsch-Israelischen Young Leaders Austausches der Bertelsmann-Stiftung. Als Medienbotschafter China-Deutschland der Robert Bosch Stiftung war sie 2011 für drei Monate in Peking, China.
Sie war zudem Lehrbeauftragte der Abteilung Journalistik am Institut für Kommunikations- und Medienwissenschaft der Universität Leipzig. 2022 war sie Mitgründerin des PEN Berlin.

## Auszeichnungen
- 2011 Henri-Nannen-Preis in der Kategorie „Dokumentation“ (mit Mitautoren) für den Text „Ein deutsches Verbrechen“, erschienen in „Der Spiegel“[8]
- 2014 mit dem Liberty Award für ihre Reportagen über den Bürgerkrieg in Syrien und über Nordkorea[9]

## Werke
- Susanne Koelbl, Olaf Ihlau: Krieg am Hindukusch: Menschen und Mächte in Afghanistan. Random House, Pantheon Verlag, München 2009, ISBN 978-3-570-55075-5.
- Susanne Koelbl, Olaf Ihlau: Geliebtes, dunkles Land. Menschen und Mächte in Afghanistan. Siedler Verlag, München 2007, ISBN 978-3-88680-878-6.
- Susanne Koelbl: 12 Wochen in Riad. Saudi-Arabien zwischen Diktatur und Aufbruch. Deutsche-Verlags-Anstalt, München 2019, ISBN 978-3421047861.